# Roy Goulden
Roy Leonard Goulden (sinh ngày 22 tháng 9 năm 1937) là một cựu cầu thủ bóng đá người Anh thi đấu ở vị trí tiền đạo tầm xa.

## Sự nghiệp
Sinh ra ở Ilford, Goulden là con trai của cựu tuyển thủ quốc gia Anh Len Goulden. Ông gia nhập Arsenal năm 1953, thi đấu chuyên nghiệp vào tháng 9 năm 1954, và có màn ra mắt vào tháng 2 năm 1959. Sau khoảng thời gian với Southend United và Ipswich Town, Goulden thi đấu bóng đá non-league với Stevenage, Gravesend & Northfleet và Dunstable Town.